# La força de la naturalesa
La força de la naturalesa (originalment en anglès, Force of Nature) és una pel·lícula d'acció estatunidenca del 2020 dirigida per Michael Polish a partir d'un guió de Cory Miller. És protagonitzada per Emile Hirsch, Kate Bosworth, Mel Gibson, David Zayas, Stephanie Cayo, Will Catlett, Swen Temmel, Tyler Jon Olsen i Jorge Luis Ramos, i segueix una banda de lladres a Puerto Rico que planegen executar un atracament durant un huracà. S'ha doblat al català i està disponible a FilminCAT.
La pel·lícula es va estrenar el 30 de juny de 2020 amb la distribuïdora Lionsgate, i va rebre valoracions negatives de la crítica.

## Repartiment
- Emile Hirsch com a Cardillo
- Mel Gibson com a Ray Barrett
- Kate Bosworth com a Troy Barrett
- Stephanie Cayo com a Jess Peña
- David Zayas com a John the Baptist
- Jasper Polish com a Jasmine
- Will Catlett com a Griffin
- Swen Temmel com a Hodges
- Tyler Jon Olson com a Dillon
- Jorge Luis Ramos com a Bergkamp